# Montpensier
Montpensier est une commune française rurale, située dans le département du Puy-de-Dôme, en région Auvergne-Rhône-Alpes.
La commune, située dans la plaine de la Limagne, fait partie de l'aire d'attraction de Clermont-Ferrand. Ses habitants, au nombre de 467 au recensement de 2022, sont appelés les Montpensierois et les Montpensieroises.

## Géographie

### Localisation
Montpensier est situé au nord du département du Puy-de-Dôme, à 20 km au nord de Riom, à 35 km de la préfecture départementale Clermont-Ferrand, à 8 km de Gannat et à 65 km de Moulins par la route départementale 2009 et à 25 km de Vichy par la route départementale 984.
Cinq communes sont limitrophes :
| Vensat     | Saint-Genès-du-Retz |        |
|            | Montpensier         | Effiat |
| Aigueperse | Bussières-et-Pruns  |        |

### Géologie et relief
Le village est établi sur une butte calcaire au sommet de laquelle fut édifié le château de Montpensier  dominant un vaste panorama.

### Transports
Le village est traversé à l'ouest par la route départementale 2009 (ancienne route nationale 9) et la RD 51 (liaison d'Aigueperse à Effiat). La RD 984 (ancienne route nationale 684) passe au sud à la frontière avec Aigueperse et Bussières-et-Pruns.
La ligne de Saint-Germain-des-Fossés à Nîmes-Courbessac passe par cette commune, où circulent sans s'arrêter des trains TER Auvergne. La gare la plus proche est située à Aigueperse.
À la suite de la refonte du réseau de transports interurbains du département (Transdôme), aucune ligne ne dessert la commune.

### Climat
Pour des articles plus généraux, voir Climat d'Auvergne-Rhône-Alpes et Climat du Puy-de-Dôme.
En 2010, le climat de la commune est de type climat océanique dégradé des plaines du Centre et du Nord, selon une étude du Centre national de la recherche scientifique s'appuyant sur une série de données couvrant la période 1971-2000. En 2020, Météo-France publie une typologie des climats de la France métropolitaine dans laquelle la commune est exposée à un climat de montagne ou de marges de montagne et est dans la région climatique  Nord-est du Massif Central, caractérisée par une pluviométrie annuelle de 800 à 1 200 mm, bien répartie dans l’année. 
Pour la période 1971-2000, la température annuelle moyenne est de 10,8 °C, avec une amplitude thermique annuelle de 16,1 °C. Le cumul annuel moyen de précipitations est de 735 mm, avec 8,9 jours de précipitations en janvier et 7,2 jours en juillet. Pour la période 1991-2020, la température moyenne annuelle observée sur la station météorologique de Météo-France la plus proche, « Charmes_sapc », sur la commune de Charmes à 5 km à vol d'oiseau, est de 11,9 °C et le cumul annuel moyen de précipitations est de 675,4 mm,. Pour l'avenir, les paramètres climatiques de la commune estimés pour 2050 selon différents scénarios d'émission de gaz à effet de serre sont consultables sur un site dédié publié par Météo-France en novembre 2022.

## Urbanisme

### Typologie
Au 1er janvier 2024, Montpensier est catégorisée commune rurale à habitat dispersé, selon la nouvelle grille communale de densité à sept niveaux définie par l'Insee en 2022.
Elle est située hors unité urbaine. Par ailleurs la commune fait partie de l'aire d'attraction de Clermont-Ferrand, dont elle est une commune de la couronne,. Cette aire, qui regroupe 209 communes, est catégorisée dans les aires de 200 000 à moins de 700 000 habitants,.

### Occupation des sols
L'occupation des sols de la commune, telle qu'elle ressort de la base de données européenne d’occupation biophysique des sols Corine Land Cover (CLC), est marquée par l'importance des territoires agricoles (89,2 % en 2018), en diminution par rapport à 1990 (91,3 %). La répartition détaillée en 2018 est la suivante : terres arables (89,2 %), zones urbanisées (10,8 %). L'évolution de l’occupation des sols de la commune et de ses infrastructures peut être observée sur les différentes représentations cartographiques du territoire : la carte de Cassini (XVIIIe siècle), la carte d'état-major (1820-1866) et les cartes ou photos aériennes de l'IGN pour la période actuelle (1950 à aujourd'hui).

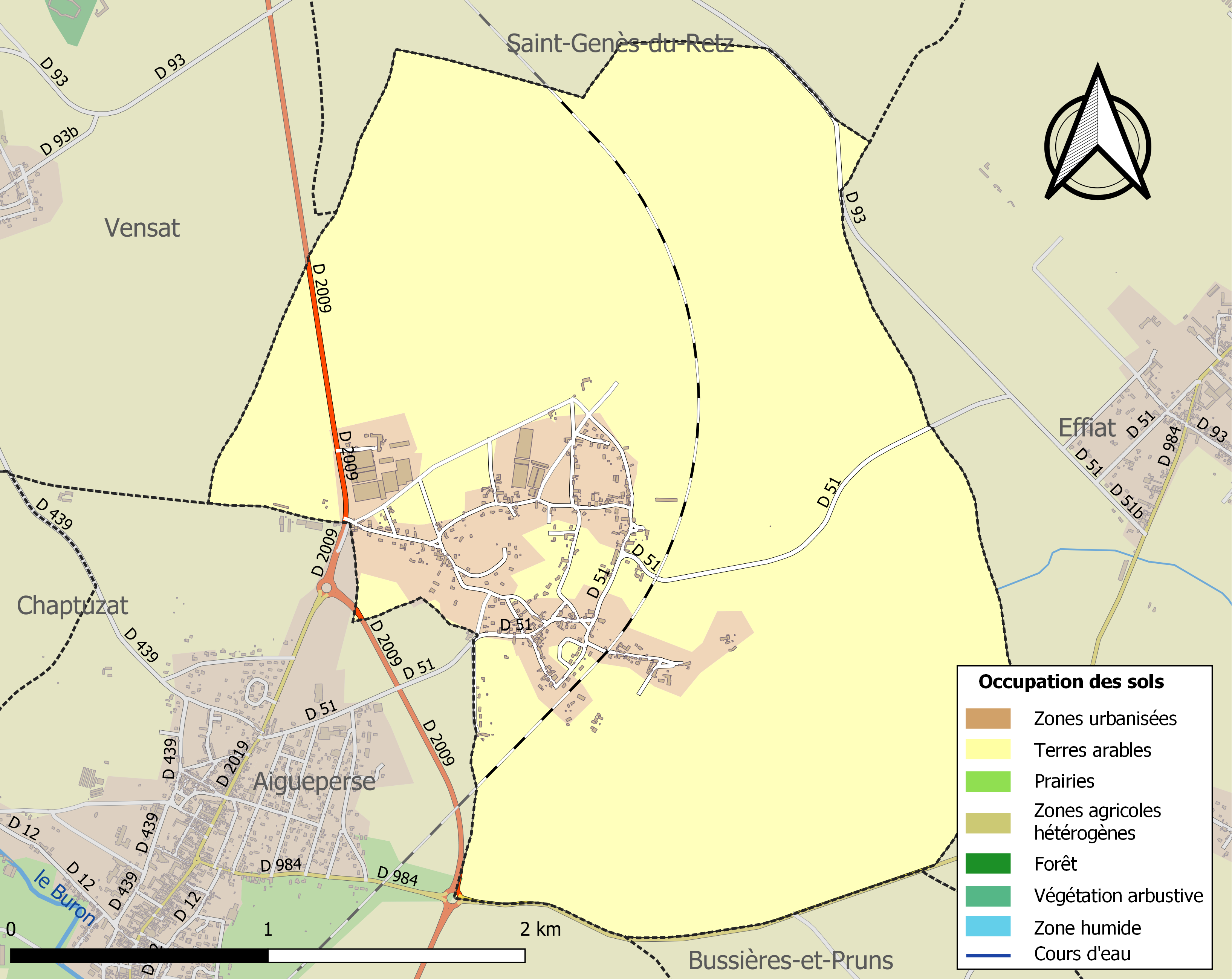
Carte des infrastructures et de l'occupation des sols de la commune en 2018 (CLC).

## Toponymie

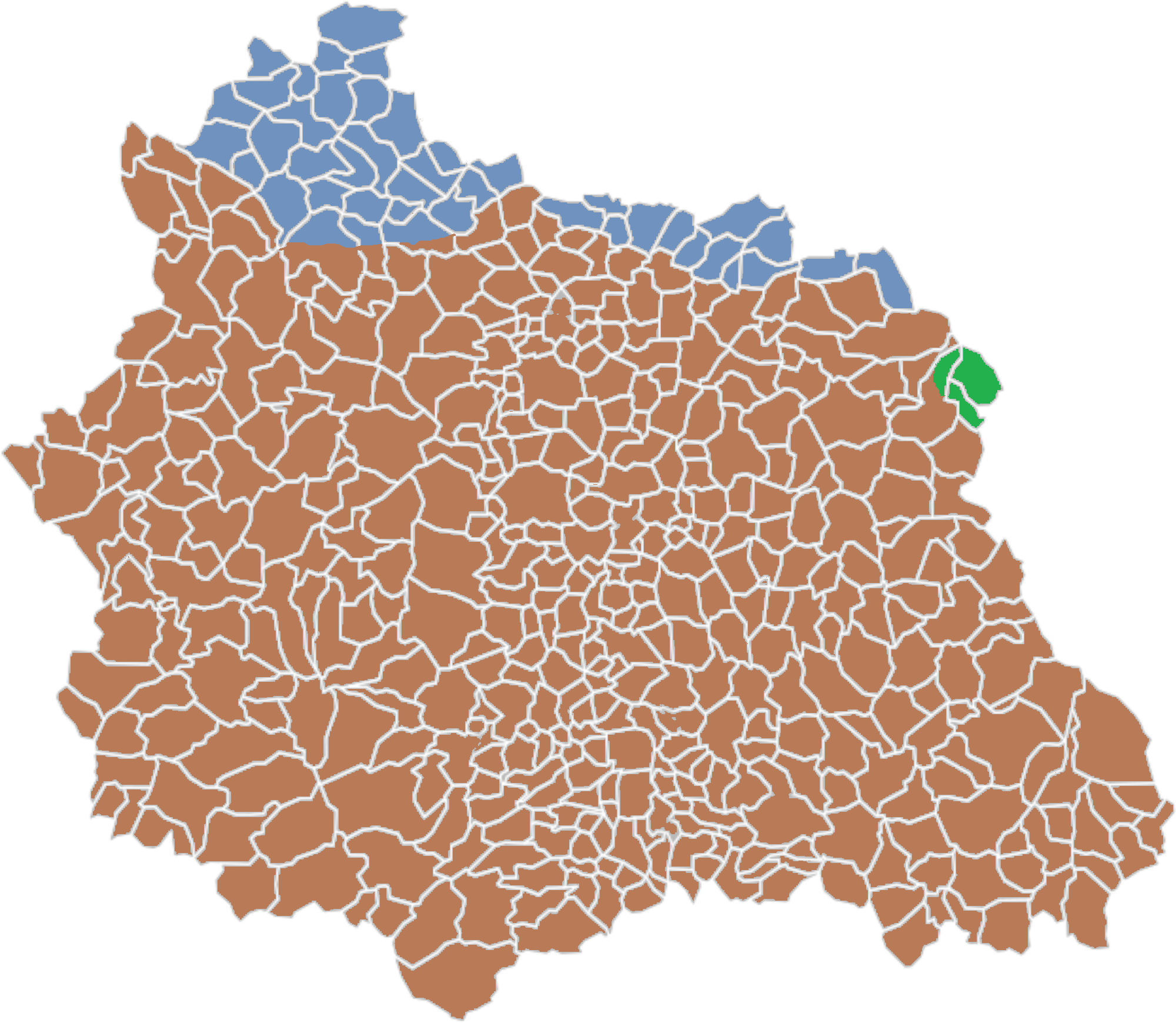
Carte linguistique du Puy-de-Dôme (Atlas sonore des langues régionales, CNRS). En bleu clair : les parlers du Croissant ; en marron : le nord-occitan ; en vert : l'arpitan.

Montpensier est une des premières communes au sud du Croissant, espace linguistique où se rejoignent et se mélangent la langue occitane et la langue d'oïl. Son nom lui vient directement du parler local : Montpansier.

## Histoire
La colline de Montpensier occupe une position stratégique au nord de l'Auvergne qui lui a permis d'être le théâtre d’événements historiques importants. C'est probablement de cette butte qu'en 52 av. J.-C., Jules César a vu arriver les troupes éduennes pendant le siège de Gergovie.

### Moyen Âge

#### La période carolingienne
En 892, a lieu une bataille entre le duc d'Aquitaine Guillaume le Pieux, dont la capitale est Clermont, et le roi des Francs Eudes.

#### La seigneurie de Montpensier (à partir duXIesiècle)

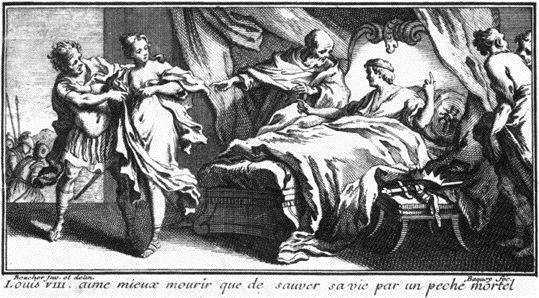
Louis VIII mourant au château de Montpensier, Boucher.

À partir du XIe siècle, Montpensier est le centre d'une seigneurie, qui passe de la maison de Thiers à la maison de Beaujeu en 1176[réf. souhaitée].
Le 8 novembre 1226, le roi de France Louis VIII meurt au château de Montpensier à la suite de fièvres contractées lors de la croisade contre les Albigeois.
En 1308, la seigneurie de Montpensier passe à la maison de Dreux, puis est vendue en 1384 au duc Jean de Berry. Elle est alors érigée en comté[réf. souhaitée].
Pendant la guerre de Cent Ans, après la bataille de Brignais (4 avril 1362), 1 200 Tard-Venus ravagent l'Auvergne sous les ordres du capitaine Le Bour de Breteuil. Le 3 juin 1362, ils sont taillés en pièces à Montpensier par 400 soldats castillans sous les ordres d'Henri de Trastamare[réf. souhaitée].

#### Le comté de Montpensier (à partir de 1434)
En 1434, à la mort de Marie de Berry, dont Montpensier est la dot lors de son mariage avec Jean Ier de Bourbon, le comté passe à la maison de Bourbon, précisément à Louis Ier de Montpensier, son second fils. La maison de Montpensier constitue dès lors une branche cadette de la maison de Bourbon[réf. souhaitée].
Le petit-fils de Louis Ier, Charles III de Bourbon, connétable de France de 1515 à 1523, duc de Bourbon par son mariage avec l'héritière du duché en 1505, estimant avoir été spolié par François Ier, passe en 1523 au service de Charles Quint, ennemi de la France au cours des guerres d'Italie. Toutes ses possessions sont confisquées, mais le comté de Montpensier sera rendu en 1539 à sa sœur Louise et érigé en duché[réf. souhaitée].
Malgré ces seigneurs prestigieux, le village de Montpensier reste modeste en raison de la proximité de la ville d'Aigueperse.

### Temps modernes

#### Le duché de Montpensier (à partir de 1534)

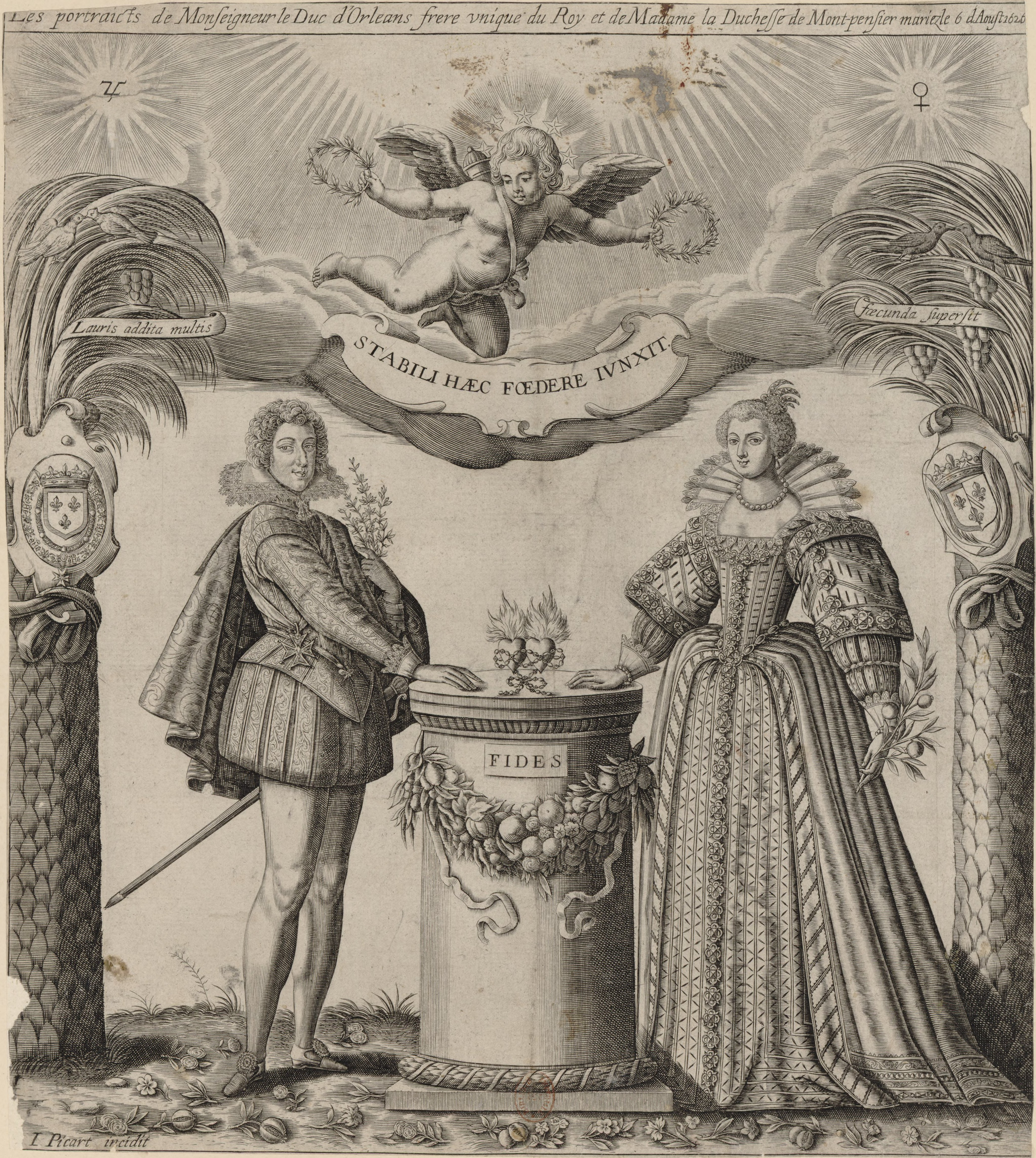
Mariage de Marie de Bourbon et Gaston de France en 1626, Estampe.

Louise de Montpensier épouse Louis de Bourbon-Vendôme, prince de La Roche-sur-Yon, issu d'une branche plus éloignée des Bourbons[réf. souhaitée].
En 1566, leur petit-fils François de Montpensier épouse Renée d'Anjou-Mézière, héroïne de la nouvelle La Princesse de Montpensier de Madame de La Fayette (1662) et du film de Bertrand Tavernier (2010) qui en a été tiré[réf. souhaitée].
Les Montpensier jouent un rôle notable durant les guerres de Religion, du côté des catholiques, voire de la Ligue. C'est notamment le cas de la « duchesse de Montpensier », à l'origine Catherine de Lorraine, épouse de Louis III de Montpensier[réf. souhaitée].
En 1627, le duché passe à la maison d'Orléans après la mort de Marie de Bourbon-Montpensier, épouse de Gaston de France, duc d'Orléans, frère de Louis XIII.[réf. souhaitée]

#### 1765: un sacrilège dans l'église
En octobre 1765, le curé de Montpensier notifia sur les registres paroissiaux, d'ordinaire dévolus à l'état civil, cette assez longue note[réf. souhaitée] :

« Ce mardi vingt-deux octobre mil sept cent soixante-cinq, sur les dix et onze heures du soir tombant sur le mercredi du vingt-trois dudit mois des voleurs inconnus ont forcé et rompu avec une règle de fer appartenant à Quintien Chaput sacristain de notre église les grandes portes de ladite église de Montpensier, ont allumé des cierges et ont porté leurs mains sacrilèges sur le tabernacle duquel ils ont emporté le ciboire et le visoire {ostensoir ?} et ont répandu les hosties renfermés dans le ciboire sur la nappe du maître autel à droite et à gauche, et l'hostie renfermée dans le visoire ils l'ont remportée sur le couvercle des fonts baptismaux ; plus, ils ont forcé les deux armoires et brisé les serrures et ont répandu les chasubles et autres ornements qui y étaient renfermés sur le pavé, et après les onze heures dudit jour j'ai été averti de ce grand scandale et de cet horrible sacrilège.
Je me suis levé de mon lit et j'ai renfermé les saintes hosties dans le petit porte-dieu dans le buffet qui est à main gauche où était aussi renfermé le calice et à l'instant j'en ai donné avis aux juges de Montpensier afin qu'ils prissent les mesures que requiert leur ministère, et n'ont fait leur procès verbal que le vingt quatre dudit mois (tournez le feuillet).
Ce vingt-huit octobre 1765 messieurs les juges de Riom se sont transportés dans ladite église de Montpensier et ont dressé leur procès verbal de cet horrible sacrilège. »

On ne sait pas quelles ont été les suites de l'enquête.

### L'époque contemporaine
Lorsque les communes sont créées en 1790, en même temps que les départements, Montpensier est incluse dans la commune d'Aigueperse. Ce n'est qu'en 1823 qu'une commune de Montpensier est créée[réf. souhaitée].

## Politique et administration

### Découpage territorial

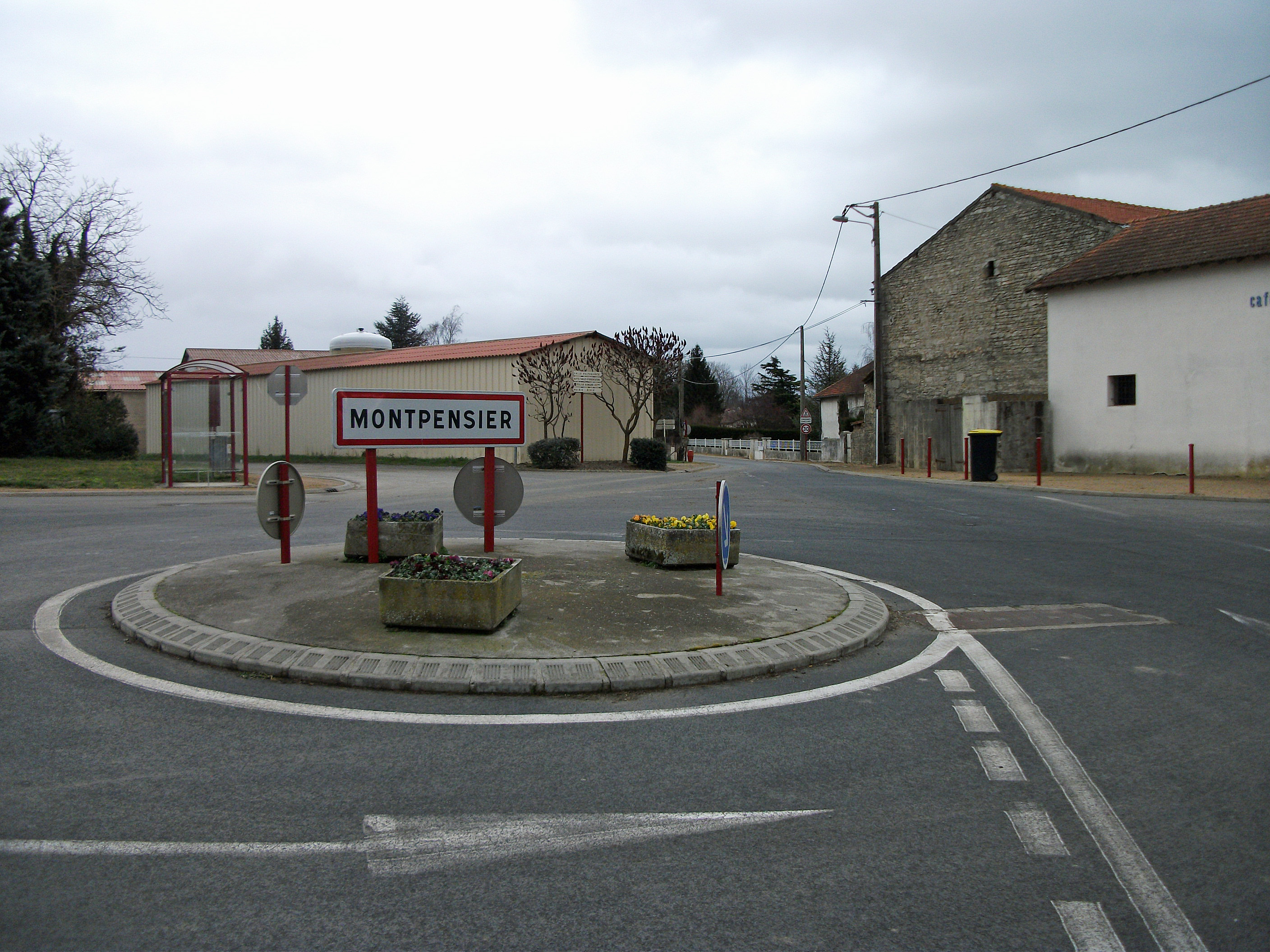
Entrée depuis la route départementale 2009.

La commune de Montpensier est membre de la communauté de communes Plaine Limagne, un établissement public de coopération intercommunale (EPCI) à fiscalité propre créé le 1er janvier 2017 dont le siège est à Aigueperse. Ce dernier est par ailleurs membre d'autres groupements intercommunaux. Jusqu'au 31 décembre 2016, elle faisait partie de la communauté de communes Nord Limagne.
Sur le plan administratif, elle est rattachée à l'arrondissement de Riom, à la circonscription administrative de l'État du Puy-de-Dôme et à la région Auvergne-Rhône-Alpes.
Sur le plan électoral, elle dépend du canton d'Aigueperse pour l'élection des conseillers départementaux, depuis le redécoupage cantonal de 2014 entré en vigueur en 2015, et de la deuxième circonscription du Puy-de-Dôme pour les élections législatives, depuis le dernier découpage électoral de 2010 (sixième circonscription avant 2010).

### Élections municipales et communautaires

#### Élections de 2020
Le conseil municipal de Montpensier, commune de moins de 1 000 habitants, est élu au scrutin majoritaire plurinominal à deux tours avec candidatures isolées ou groupées et possibilité de panachage. Compte tenu de la population communale, le nombre de sièges à pourvoir lors des élections municipales de 2020 est de 11. Sur les vingt-deux candidats en lice, dix sont élus dès le premier tour, le 15 mars 2020, avec un taux de participation de 67,33 %. Le conseiller restant à élire est élu au second tour, qui se tient le 28 juin 2020 du fait de la pandémie de Covid-19, avec un taux de participation de 39,83 %.

#### Chronologie des maires
| Période                                  | Période                       | Identité        | Étiquette | Qualité                      |
| ---------------------------------------- | ----------------------------- | --------------- | --------- | ---------------------------- |
| Les données manquantes sont à compléter. |                               |                 |           |                              |
| mars 2008                                | mars 2014                     | Bernard Combes  |           |                              |
| mars 2014                                | juillet 2020                  | Gisèle Boissier |           |                              |
| juillet 2020                             | En cours (au 15 octobre 2021) | David Despax    |           | Sapeur-pompier professionnel |

## Population et société

### Démographie
Les habitants de la commune sont appelés les Montpensierois et les Montpensieroises (variante Montpensiérois).
L'évolution du nombre d'habitants est connue à travers les recensements de la population effectués dans la commune depuis 1831. Pour les communes de moins de 10 000 habitants, une enquête de recensement portant sur toute la population est réalisée tous les cinq ans, les populations de référence des années intermédiaires étant quant à elles estimées par interpolation ou extrapolation. Pour la commune, le premier recensement exhaustif entrant dans le cadre du nouveau dispositif a été réalisé en 2006.

En 2022, la commune comptait 467 habitants, en évolution de +4,94 % par rapport à 2016 (Puy-de-Dôme : +2,1 %, France hors Mayotte : +2,11 %).
| 1831 | 1836 | 1841 | 1846 | 1851 | 1856 | 1861 | 1866 | 1872 |
| ---- | ---- | ---- | ---- | ---- | ---- | ---- | ---- | ---- |
| 638  | 660  | 640  | 615  | 599  | 565  | 529  | 490  | 451  |

| 1876 | 1881 | 1886 | 1891 | 1896 | 1901 | 1906 | 1911 | 1921 |
| ---- | ---- | ---- | ---- | ---- | ---- | ---- | ---- | ---- |
| 464  | 451  | 468  | 433  | 430  | 392  | 388  | 353  | 324  |

| 1926 | 1931 | 1936 | 1946 | 1954 | 1962 | 1968 | 1975 | 1982 |
| ---- | ---- | ---- | ---- | ---- | ---- | ---- | ---- | ---- |
| 323  | 309  | 297  | 300  | 265  | 231  | 235  | 231  | 255  |

| 1990 | 1999 | 2006 | 2011 | 2016 | 2021 | 2022 | - | - |
| ---- | ---- | ---- | ---- | ---- | ---- | ---- | - | - |
| 327  | 315  | 355  | 423  | 445  | 466  | 467  | - | - |

### Enseignement
Montpensier dépend de l'académie de Clermont-Ferrand. Elle gère une école élémentaire publique.
Les élèves poursuivent leur scolarité au collège Diderot d'Aigueperse puis dans les lycées de Riom (Virlogeux ou Pierre-Joël-Bonté).

## Culture et patrimoine

### Lieux et monuments
- Butte de Montpensier, en haut de laquelle s'élevait le château de Montpensier.
- Église Notre-Dame-de-Septembre (XIIe et XIXe siècles), inscrite au titre des monuments historiques le 28 décembre 1978[40]. La porte occidentale, en fer forgé (XIIe siècle), est classée aux monuments historiques au titre objet le 8 décembre 1905[41].

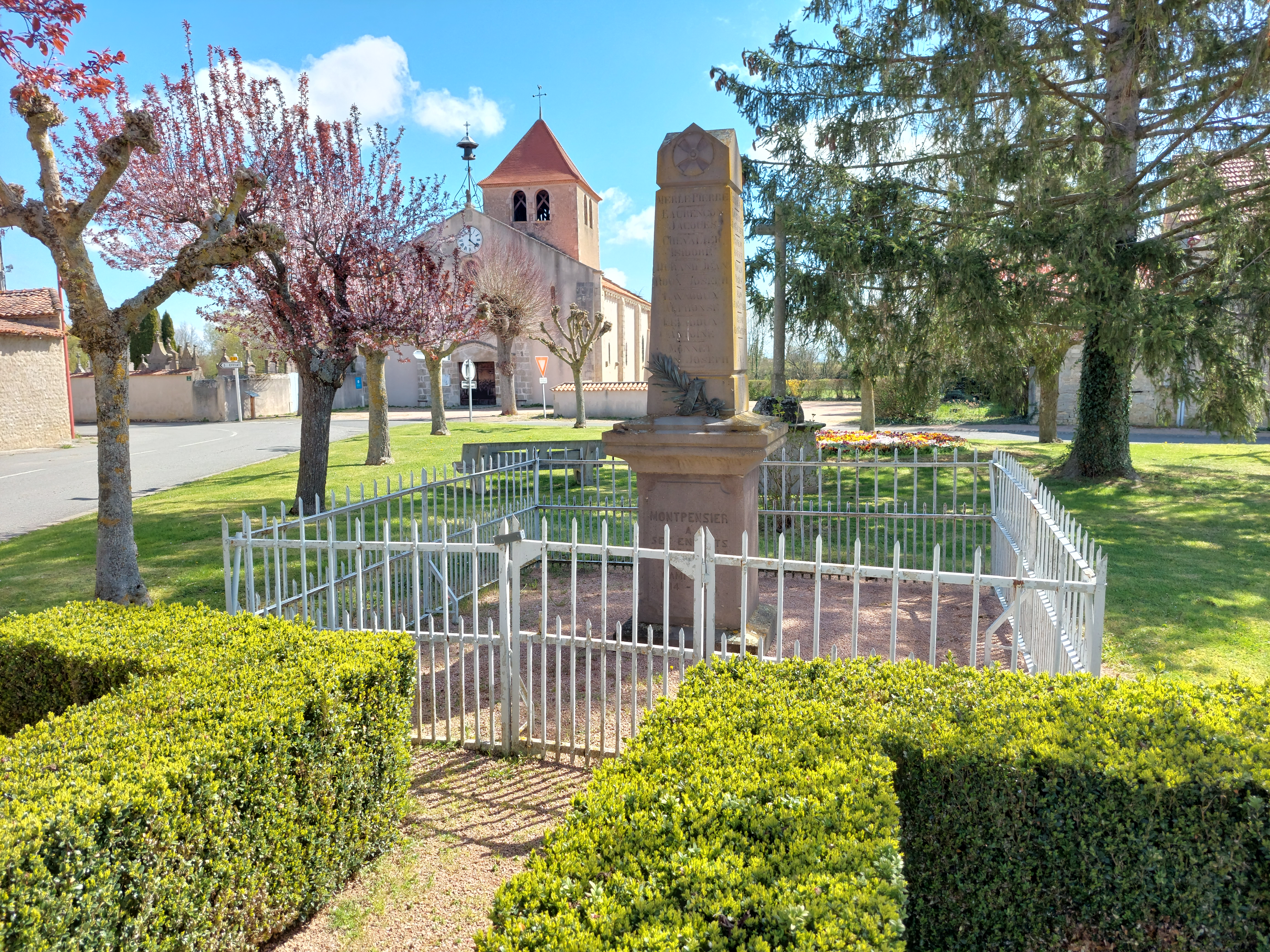
L'église et le Monument aux Morts.
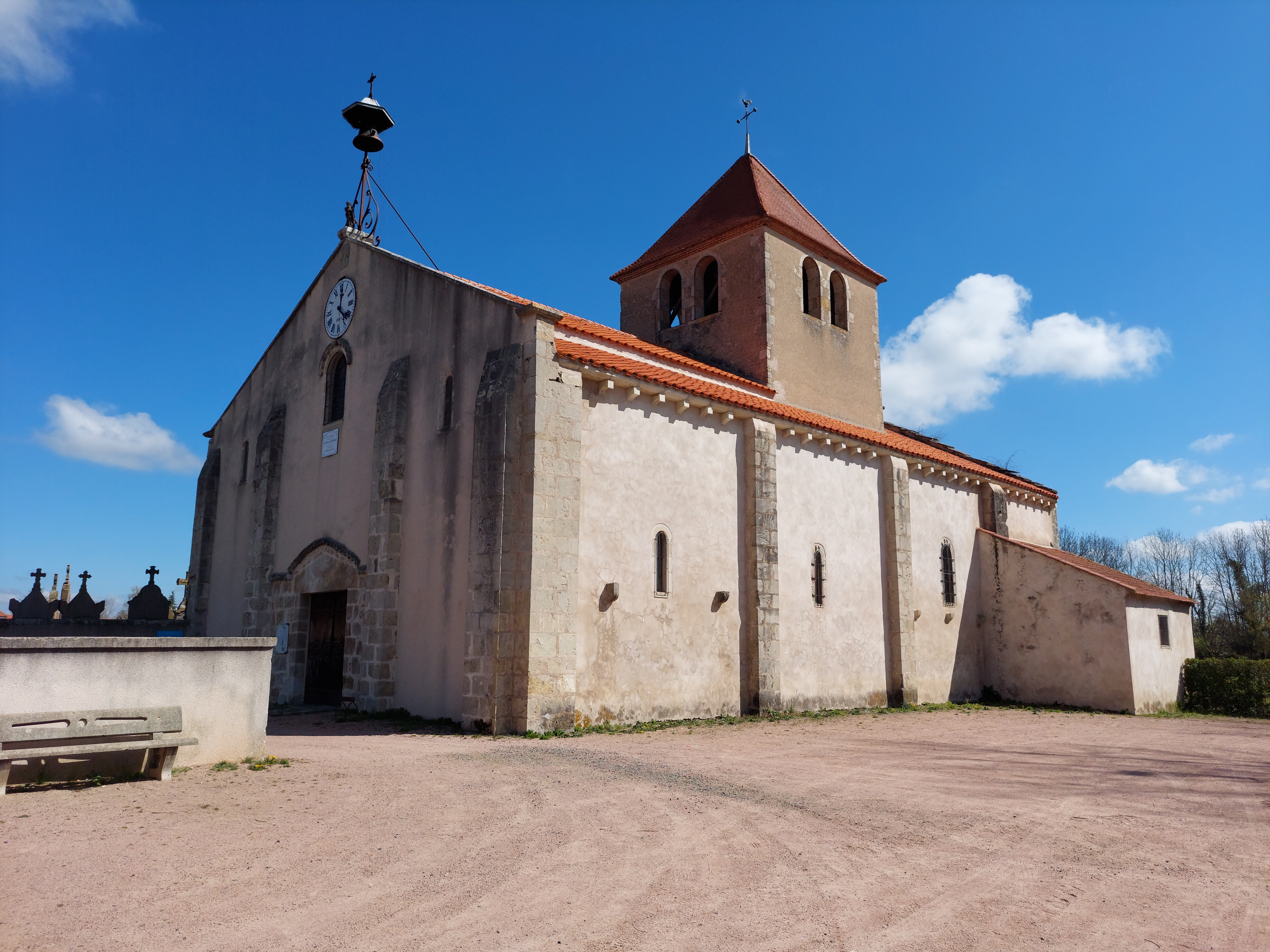
Église Notre-Dame-de-Septembre.

### Personnalités liées à la commune
- Louis VIII, roi de France, est mort à Montpensier le 8 novembre 1226.
- Charles III de Bourbon, connétable de France, est né à Montpensier le 17 février 1490 (et mort à Rome en 1527).

### Héraldique
| Blason de Montpensier | Blason  | D'azur au château d'argent posé sur un mont d'or, accompagné en chef de deux fleurs de lys du même et en pointe d'un lion de gueules. |
| Blason de Montpensier | Détails | Le statut officiel du blason reste à déterminer.                                                                                      |

## Sources
- Les Ducs de Montpensier, Gabriel Depeyre, 1891, disponible à la Bibliothèque nationale de France, département Philosophie, histoire, sciences de l'homme, 8-LM3-2124.
- Le grand dictionnaire historique, ou Le mêlange curieux de l'histoire sacrée, Louis Moreri, 1740, dix-huitième édition.
- Table d'orientation de la butte de Montpensier.